# منصف بن سلطان
منصف بن سلطان (انگلیسی: Moncef Ben Soltane؛ زادهٔ ۱۸ مارس ۱۹۴۸) بازیکن والیبال اهل تونس بود.